# Eliza Roxcy Snow
Eliza Roxcy Snow (21 de enero de 1804-5 de diciembre de 1887) fue una de las mujeres más famosas del Movimiento de los Santos de los Últimos Días del siglo XIX. Es considerada como una poetisa de renombre. Snow se casó con Joseph Smith como una esposa plural y fue abiertamente una esposa plural de Brigham Young después de la muerte de Smith. Snow fue la segunda presidenta general de la Sociedad de Socorro de La Iglesia de Jesucristo de los Santos de los Últimos Días (IJSUD), que restableció en el Territorio de Utah en 1866. También era la hermana de Lorenzo Snow, el quinto presidente de la IJSUD.

## Primeros años y educación
Nacida en Becket, Massachusetts, Eliza Roxcy Snow fue la segunda de siete hijos, cuatro hijas y tres hijos, de Oliver y Rosetta Snow. Sus padres eran de ascendencia inglesa; Sus antepasados se encontraban entre los primeros pobladores de Nueva Inglaterra. Cuando tenía dos años, su familia dejó Nueva Inglaterra para establecerse en una nueva y fértil granja en el valle de Western Reserve, en el municipio de Mantua, condado de Portage, Ohio. La familia Snow valoró el aprendizaje y vio que cada niño tenía oportunidades educativas.
Aunque era un agricultor por ocupación, Oliver Snow realizaba muchos negocios públicos, oficiando en varios puestos responsables. Su hija Eliza, siendo diez años mayor que su hermano mayor, tan pronto como fue competente, fue empleada como secretaria en la oficina de su padre como juez de paz. Ella era experta en varios tipos de costura y manufactura casera. Dos años seguidos, ella obtuvo el premio otorgado por el comité de manufacturas, en la feria del condado, por el leghorn mejor confeccionado.

## Participación en la iglesia primitiva
Los padres bautistas de Snow dieron la bienvenida a una variedad de creyentes religiosos en su hogar. En 1828, Snow y sus padres se unieron al movimiento restauracionista cristiano de Alexander Campbell, los Discípulos de Cristo. En 1831, cuando Joseph Smith, fundador del Movimiento de los Santos de los Últimos Días, se instaló en Hiram, Ohio, a cuatro millas de la granja de la familia, la familia Snow se interesó mucho en el nuevo movimiento religioso. La madre y la hermana de Snow se unieron a la Iglesia de Cristo de Smith desde el principio; varios años después, en 1835, Snow fue bautizado y se mudó a Kirtland, Ohio, la sede de la iglesia. A su llegada, Snow donó su herencia, una gran suma de dinero, para la construcción del Templo Kirtland de la iglesia. En agradecimiento, el comité de construcción le otorgó el título de «un [lote] muy valioso, situado cerca del Templo, con un árbol frutal, un excelente manantial de agua y una casa que albergaba a dos familias». En este lugar Snow enseñó en la escuela para la familia de Smith y fue influyente al interesar a su hermano menor, Lorenzo, en el mormonismo. Lorenzo Snow posteriormente se convirtió en apóstol y quinto presidente de la iglesia.
Snow se mudó al oeste con su familia y el cuerpo de la iglesia, primero a Adam-ondi-Ahman, un asentamiento de corta duración en Misuri, y luego a Nauvoo, Illinois. En la década de 1930, Alice Merrill Horne escribió en su autobiografía que cuando era niña escuchó una conversación que en Misuri, durante la Guerra Mormona de 1838, Eliza Snow fue brutalmente violada en grupo por ocho missourianos, lo que la dejó incapaz de tener hijos. Más tarde, según Alice Merrill Horne, Joseph Smith le ofreció su matrimonio como una esposa plural «como una forma de prometerle que todavía tendría descendencia eterna y que sería una madre en Sión».
En Nauvoo, Snow volvió a ganarse la vida como maestra de escuela. Después de la muerte de Smith, Snow afirmó haberse casado en secreto con él el 29 de junio de 1842, como una esposa plural. Snow escribió con cariño sobre Smith, «mi amado esposo, la elección de mi corazón y la corona de mi vida». Sin embargo, Snow había organizado una petición en ese mismo verano de 1842, con mil firmas femeninas, negando que Smith estuviera relacionado con la poligamia y exaltando su virtud. Como Secretaria de la Sociedad de Socorro de Damas, organizó la publicación de un certificado en octubre de 1842 denunciando la poligamia y negando a Smith como su creador o participante. Años después, cuando Snow fue informada de que la primera esposa de Joseph Smith, Emma Smith, había declarado en su lecho de muerte que su esposo nunca había sido un polígamo, se informó que Snow había dudado de la historia pero «Si... [esto] fue realmente el testimonio [de la hermana Emma], ella murió con un libelo en los labios».
Después de la muerte de Smith, Snow se casó con Brigham Young como una esposa plural. Ella viajó hacia el oeste a través de las llanuras y llegó al Valle de Salt Lake el 2 de octubre de 1847. Allí, Eliza, sin hijos, se convirtió en un miembro prominente de la familia de Young, y se mudó a un dormitorio superior en la residencia de Young's Salt Lake City, la Casa del León.

## Servicio de la Sociedad de Socorro
Joseph Smith organizó la primera Sociedad de Socorro de La Iglesia de Jesucristo de los Santos de los Últimos Días en Nauvoo, Illinois, el 17 de marzo de 1842, como una organización educativa filantrópica y de mujeres. Snow sirvió como primer secretario de la organización, con la esposa de Joseph Smith, Emma Smith, como presidenta. La organización se conocía originalmente como «La Sociedad de Socorro Femenina de Nauvoo». Más tarde se hizo conocido simplemente como «La Sociedad de Socorro». Durante los siguientes tres años, Snow mantuvo abundantes notas de las reuniones de la organización, incluidas las enseñanzas de Joseph Smith sobre cómo debería funcionar la organización. Los miembros de la Sociedad de Socorro original dejaron de reunirse poco después de la muerte de Smith en 1844, y la organización pronto desapareció.
Brigham Young dirigió una migración de miembros de la IJSUD a Salt Lake City en 1847, y durante los siguientes veinte años se hicieron intentos periódicos para restablecer la organización. Hasta 1868, sin embargo, la actividad era limitada y no existía una Sociedad de Socorro sostenida en toda la iglesia.
En 1868, Young le encargó a Snow el restablecimiento de la Sociedad de Socorro. Durante los siguientes años, Snow viajó por todo el territorio de Utah ayudando a los obispos SUD a organizar Sociedades de Socorro en sus barrios locales, utilizando las notas que tomó como secretaria en Nauvoo como los principios fundadores de la Sociedad de Socorro restablecida. «¿Cuál es el objeto de la Sociedad de Socorro femenina?» Snow escribió en una ocasión: «Yo respondería, para hacer el bien, para poner en demanda todas las capacidades que poseemos para hacer el bien, no solo para aliviar a los pobres sino también para salvar almas». Las Sociedades de Socorro locales pronto cayeron bajo el paraguas de una Sociedad de Socorro general de toda la iglesia de la que Snow sirvió como presidente hasta 1887.
La presidencia de Snow enfatizó la espiritualidad y la autosuficiencia. La Sociedad de Socorro envió mujeres a la escuela de medicina, capacitó a enfermeras, abrió el Hospital Deseret, operó tiendas cooperativas, promovió la fabricación de seda, ahorró trigo y construyó graneros. En 1872, Snow brindó asistencia y asesoramiento a Louisa L. Greene en la creación de una publicación para mujeres poco afiliada a la Sociedad de Socorro, la Exponente de la Mujer. Las responsabilidades de Snow también se extendieron a mujeres jóvenes y niños dentro de la iglesia. Fue organizadora principal de la Asociación de Mejoramiento Mutuo de las Damas Jóvenes en 1870 y ayudó a Aurelia Spencer Rogers a establecer la Asociación Primaria en 1878.
Snow sirvió como presidente de la Sociedad de Socorro hasta su muerte en 1887. Para 1888, la Sociedad de Socorro tenía más de veintidós mil miembros en cuatrocientas congregaciones locales.
Snow murió en Salt Lake City y fue enterrado en el cementerio familiar de Brigham Young.

## Poesía
Snow escribió poesía desde muy joven, una vez incluso escribiendo lecciones escolares en rima. Entre 1826 y 1832, publicó más de veinte poemas en periódicos locales bajo varios seudónimos, incluido el Western Courier de Ravenna, Ohio, y el Ohio Star. Varios poemas de Snow se pusieron a la música y se han convertido en importantes himnos mormones, algunos de los cuales aparecen en la edición actual del himnario de la IJSUD. Uno de sus himnos, «Grande es el Señor», fue publicado en el primer himnario de los Santos de los Últimos Días en 1835, el año de su bautismo.
En Nauvoo, Snow ganó una distinción única como poetisa mormona que aparece en los periódicos locales, y más tarde fue llamada «Poetisa de Sion». Ella continuó escribiendo poemas mientras viajaba a Salt Lake City, documentando el camino pionero y la vida en Utah. El primero de sus dos volúmenes de Poemas, Religioso, Histórico y Político apareció en 1856, seguido por el segundo en 1877. Algunos de sus poemas son:
- «Cuán grande es la sabiduría y el amor»[13]
- «Invocación», o «El Eterno Padre y Madre» (retitulado «Oh Mi Padre»)[14]
- «No se desanime»[15]
- «Mi primera vista de una pradera occidental»[16]
- «Gas mental»[17]
- «No pienses cuando te reúnas con Sion, tus problemas y pruebas han terminado»
- «¡Oh, despierto! Mi trovador dormido»

Uno de sus poemas más conocidos, «Invocación» o «El Eterno Padre y Madre», fue escrito poco después de la muerte de su padre y poco más de un año después de la muerte de Joseph Smith. El poema, renombrado «Oh Mi Padre» después de la primera línea, está incluido en el himnario actual de la IJSUD, al igual que los himnos de Snow «Grande es el Señor», «Una vez más nos encontramos en el tablero», «¡Despierten, santos de Dios, despierten!», «Cuán grande es la sabiduría y el amor», «El tiempo se ha perdido», «En nuestro encantador Deseret», «Aunque ensayos más profundos», «He aquí que muere el Gran Redentor», y «La verdad se refleja en nuestros sentidos».